# 파우누스

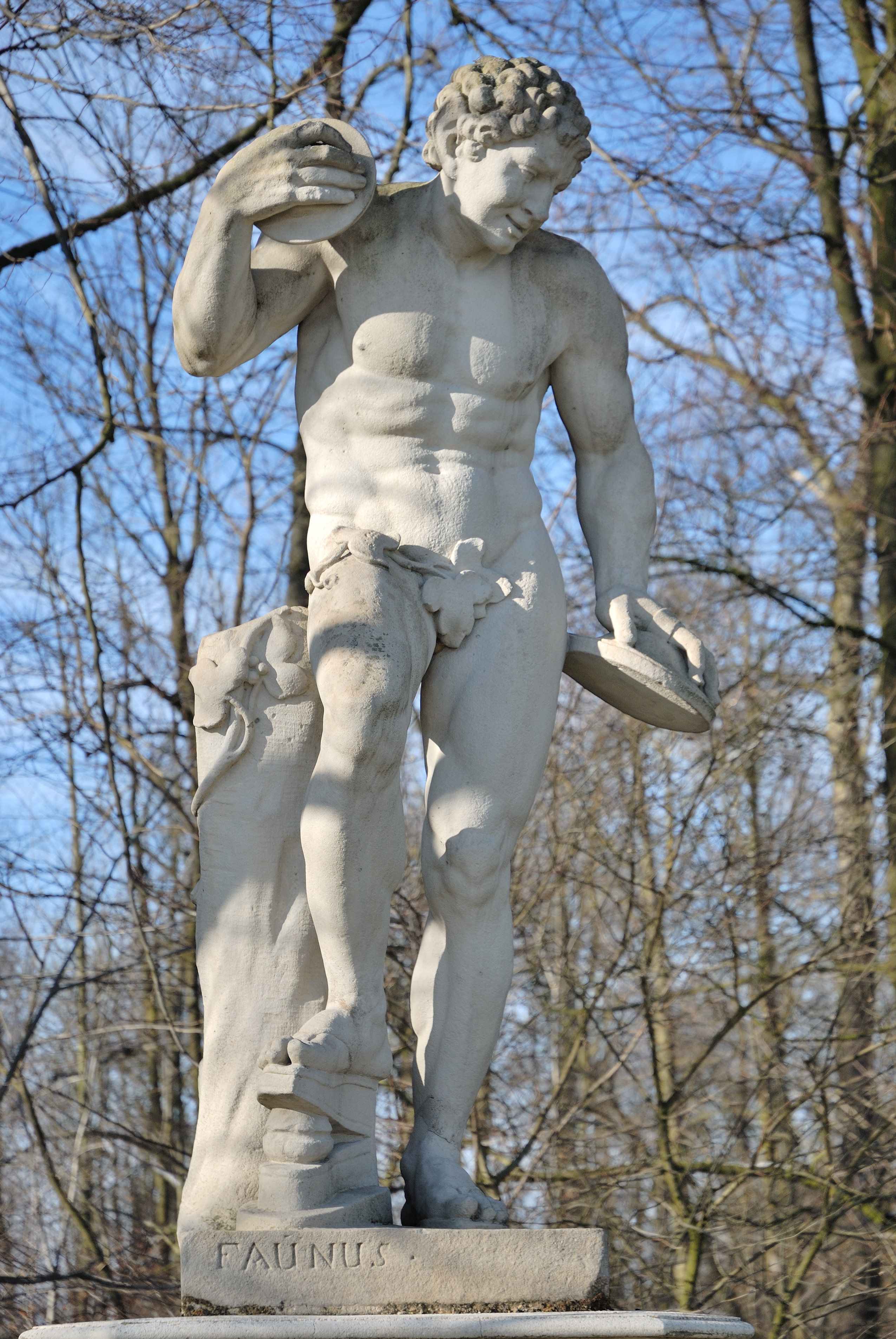
동상

고대 로마의 종교와 로마 신화에서 파우누스(Faunus)는 숲과 평야, 들판의 신이다. 그가 소를 생식력 있게 만들었을 때 그는 이누스로 불렸다. 문헌에서는 그리스의 신 판과 동일시되었다.
파우누스는 수세기에 걸쳐 로마 제국에서 찬양을 받았다. 한 예로 4세기에 제작된 32개의 숟가락이 1979년 잉글랜드의 테트포드 주변에서 발견되었는데, 이것에 파누스라는 이름으로 새겨져 있으며 신의 이름 뒤에 각기 다른 별칭이 부여되었다.

## 참고 자료
- Briquel, Dominique (1974). “Le problème des Dauniens”. 《Mélanges de l'école française de Rome》 86 (1): 7–40. doi:10.3406/mefr.1974.962.
- de Vaan, Michiel (2008). 《Etymological Dictionary of Latin and the other Italic Languages》 (영어). Brill. ISBN 9789004167971.
- Hammond, N.G.L. and Scullard, H.H. (Eds.) 1970. The Oxford Classical Dictionary (Oxford: Oxford University Press) ISBN 0-19-869117-3.
- Nečas Hraste, D. and Vuković, K. 2011. "Rudra-Shiva and Silvanus-Faunus: Savage and Propitious". The Journal of Indo-European Studies 39.1&2: 100–15
- Sergent, Bernard (1991). “Ethnozoonymes indo-européens”. 《Dialogues d'histoire ancienne》 17 (2): 9–55. doi:10.3406/dha.1991.1932.